# Mariamna I
Mariamna I o Mariana I (Μαριάμνη o Μαριάμμη: 54 a. C. - 29 a. C.) era nieta del los reyes y sumos sacerdotes asmoneos y hermanos enemigos Aristóbulo II e Hircano II, padres, respectivamente, de Alejandro de Judea y Alejandra Macabea, progenitores de ella. Fue la segunda esposa de Herodes el Grande, y llegó a ser muy conocida por su hermosura.

## Biografía
El matrimonio con Herodes fue convenido en el año 41 a. C., aunque por su corta edad no se consumó hasta el 38 a. C., en Samaria, cuando Herodes estaba huyendo de Jerusalén después de haber sido derrotado por los partos y sustituido transitoriamente por Antígono Matatías, primo de Mariamna, cuando estaba dedicado a recuperar el trono, lo que logró un año después, y estaba muy interesado porque su matrimonio con una asmonea, le permitiera reivindicar su legitimidad como rey.
En el año 36 a. C., Mariamna logró que Herodes, entonces enamorado de ella, depusiera al sumo sacerdote Ananel y nombrara en el cargo al hermano de ella, de 17 años de edad, Aristóbulo III, quien un año después fue ahogado en una laguna, asesinato del que fue acusado Herodes. Herodes debió viajar a responder por este hecho ante Marco Antonio (34 a. C.) y encargó a su cuñado, de nombre Josefo, de Mariamna, con la orden de matarla si era ejecutado por Marco Antonio. Enterada de la orden por el propio Josefo, Mariamna quedó enemistada desde entonces con su esposo. Salomé, hermana de Herodes y esposa de Josefo, trató desde entonces de convencer al rey de que Mariamna se había convertido en amante de Josefo y por ello este le contaba las órdenes de Herodes. El rey hizo ejecutar a Josefo pero no hizo nada contra Mariamna.
Al ser derrotado su jefe Marco Antonio, Herodes debió presentarse ante el vencedor Augusto y dejó a Mariamna y a su madre Alejandra en la fortaleza de Alexandrium, dando nuevamente órdenes a un tal Soemos, quien reveló la orden a la reina, lo que recrudeció los conflictos entre ella y Herodes.
Soemos fue ejecutado. Cipros, madre del rey y Salomé continuaron instigando a Herodes y finalmente lo convencieron de acusar a su esposa de haberlo enamorado con un bebedizo y de haber cometido adulterio con Soemos. Los jueces no condenaron a Mariamna por falta de pruebas, pero Cipros y Salomé argumentaron que podría haber una revuelta popular a favor de los asmoneos y Herodes finalmente ordenó ejecutar a Mariamna el año 29 a. C. Se dice que Herodes enfermó por el remordimiento.
Mariamna tuvo tres hijos y dos hijas con Herodes. Uno de los varones falleció cuando estudiaba en Roma y los otros dos, Alejandro y Aristóbulo, fueron ejecutados por orden de Herodes, en el 7 a. C., acusados de conspiración.

## Enlaces externos

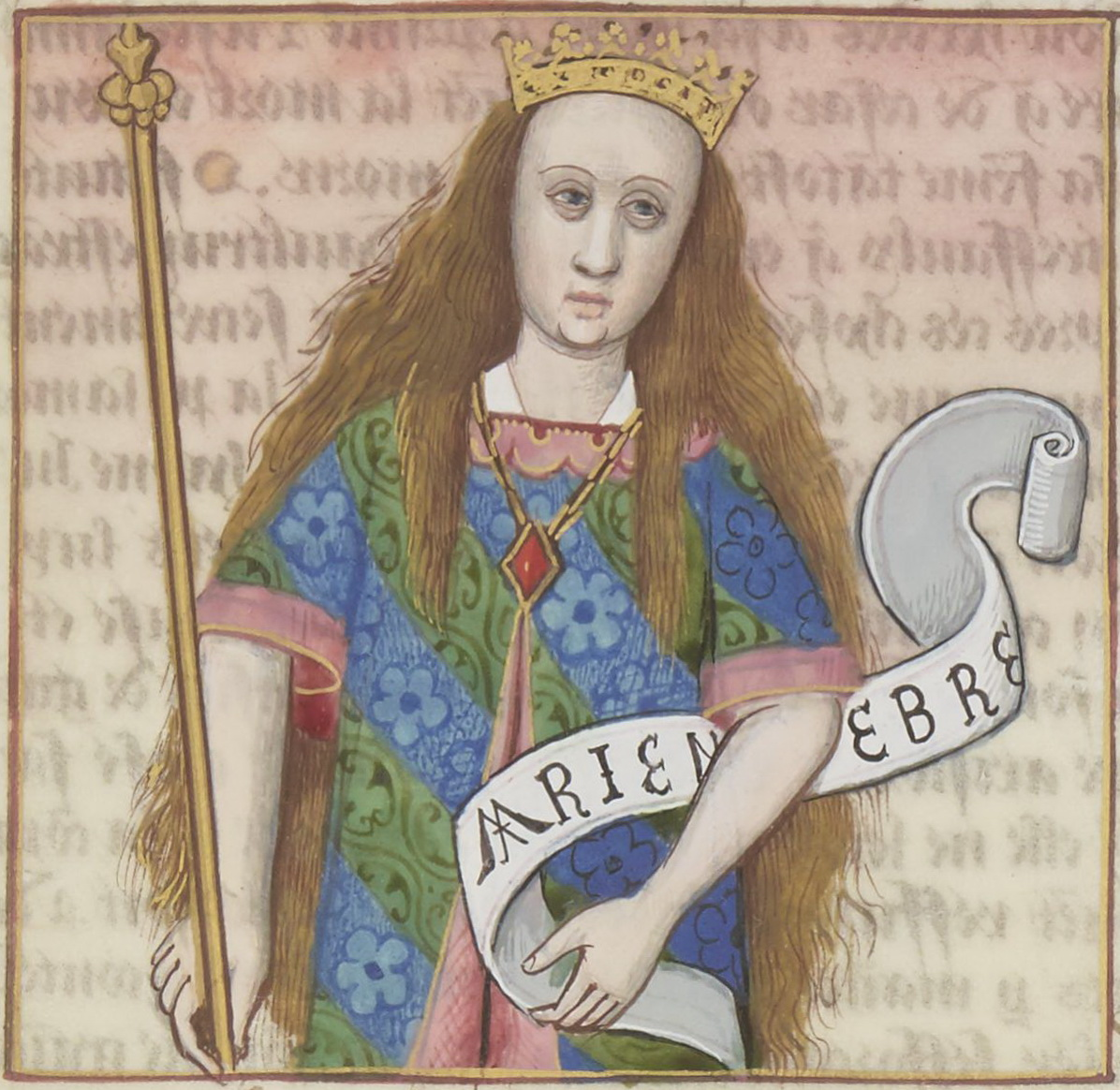
Miniatura para la obra de Boccaccio De claris mulieribus: Mariana. BnF.